# 严秀平
严秀平，化学家，南开大学教授，主要从事联用技术和分离分析材料研究。入选中华人民共和国教育部第八批"长江学者"特聘教授，享受国务院政府特殊津贴曾，曾获得中国国家自然科学奖二等奖。